# Casa del Libro
Casa del Libro es una de las cadenas de librerías más grandes de España, con 71 tiendas ubicadas en las principales ciudades.

## Historia
En 1919 la Editorial Calpe adquiere un solar en el segundo tramo de la Gran Vía madrileña con el fin de construir un edificio en el que pudiesen convivir sus oficinas con una librería de venta al público. Las obras se extienden desde 1920 a 1923 siendo arquitecto del inmueble José Yarnoz Larrosa.
El 15 de abril de 1923 abre sus puertas en Gran Vía, conocida en ese momento como avenida de Pi y Margall, la librería El Palacio del Libro, denominación que ya ese mismo año es sustituida por Casa del Libro. En una apuesta por la compra por impulso, fue la primera librería que permitió tocar directamente los libros sin necesidad de solicitarlos en un mostrador.
En 1925 la editorial Calpe se fusiona con la casa editora Espasa con el fin de agilizar la publicación de los últimos tomos de la conocida Enciclopedia Espasa, dando lugar a la marca comercial Espasa Calpe. En 1992 Casa del Libro se integra dentro del Grupo Planeta.
En 1995 abrió su tienda online. En 2011 adquirió una serie de librerías de la cadena Bertrand, que pasaron a formar parte de Casa del Libro, adaptando su gestión, así como su imagen visual y el concepto de retail. Con esta adquisición comenzó su expansión nacional con diferentes aperturas hasta 2022.
En 2018, Casa del Libro pasó a ser dirigida por Javier Arrevola.

### Centenario de Casa del Libro
En 2023 Casa del Libro celebró sus 100 años de historia con distintos actos conmemorativos y la publicación del libro «Casa del Libro. 100 años», editado por Espasa:
- Febrero de 2023 - Colocación de la placa de establecimiento centenario en la librería de Gran Vía, concedida por el Ayuntamiento de Madrid.
- 30 de marzo de 2023 - Evento Celebración del Centenario de Casa del Libro, en el Círculo de Bellas Artes de Madrid, presidido por SS.MM. los Reyes de España y con la intervención del presidente de Grupo Planeta, José Creuheras, la escritora María Dueñas y el director general de Casa del Libro, Javier Arrevola. El acto contó con la presencia de muchos escritores, así como una nutrida representación del ámbito cultural, empresarial, político y social del país.[8]
- 31 de marzo de 2023 - Lanzamiento del libro conmemorativo «Casa del Libro. 100 años», editado por Espasa. En este volumen se repasan la historia de Casa del Libro, se recuperan noticias e incluye las listas de los títulos más leídos o que han influido en la Comunidad Lectora durante los últimos cien años.
- Del 26 mayo al 11 de junio de 2023 - Exposición retrospectiva «100 años de Historia de Casa del Libro» en la Biblioteca Municipal Pública Eugenio Trías, coincidiendo con la celebración de la Feria del Libro de Madrid.[9] En esta, además de reflejar la cronología de la cadena de librerías, se podía visitar una muestra de objetos y los libros más vendidos a lo largo de estos 100 años. Cuenta con su reflejo virtual que aún puede visitarse en la web conmemorativa del Centenario.

### Menciones y Premios
- 15 de mayo de 2023 - Medalla de Madrid 2023, concedida por el Ayuntamiento de Madrid. Expuesta actualmente en la librería de Gran Vía.[10]
- 5 de octubre de 2023 - Premio Boixareu Ginesta[11] concedido a la librería de Gran Vía durante la feria Liber.
- 6 de octubre de 2023 - eCommerce Awards España 2023:[12]
  - Premio «Mejor campaña Marketing para eCommerce 2023».
  - Finalistas «Mejor integración Omnicanal 2023».
- 11 de septiembre de 2023 - Marketing Insider Review - Caso de éxito de la cuenta oficial de Casa del Libro en Instagram.[13]
- 8 de julio de 2024 - Menina de la CAM a los comercios centenarios.[14]
- 4 de octubre de 2024 - Bronce eCommerce Awards España 2024 mejor estrategia Redes Sociales.[15]
- 13 de noviembre de 2024- Galardonados en Transformación digital y Excelencia en formación y desarrollo por  la Asociación Española del Retail (AER).[16]
- 11 de junio de 2025- Oro en Mejor eCommerce Data Driven en España en la primera edición de  los Premios eCommerce del Observatorio de Comercio Electrónico de Adigital (organizado junto a DES | Digital Enterprise Show).[17]

## Librerías
Además de la venta a través de su página web, Casa del Libro tiene 71 librerías repartidas por España.
En pleno proceso de expansión desde 2018, entre sus últimas aperturas destaca en 2020 la inauguración de una librería en pleno centro de la ciudad de Palma de Mallorca (Baleares); en 2021 en Santander, en el Centro Comercial La Vaguada (Madrid) y en Gran Plaza 2 (Majadahonda); en 2022 abrieron las librerías de San Sebastián de los Reyes (Centro Comercial Plaza Norte 2), Granada (Centro Comercial Nevada Shopping), Mataró (Centro Comercial Mataró Parc), Las Palmas de Gran Canaria y Marbella. En 2023 abrió nuevas librerías en Coruña (Centro Comercial Marineda City), Burgos y el centro comercial Plaza Mar 2 de Alicante. En 2024 abrió su primera librería en Pamplona, la cuarta en Sevilla, una en el centro comercial Max Center de Baracaldo y su primera librería en Jerez. En 2025 se abrió la primera librería en Elche (Centro Comercial L’Aljub), y tercera en Alicante, la segunda en Ondara (C. C. Portal de la Marina), y cuarta en Alicante, la tercera en Almería (C.C. Torrecárdenas), y la once en Andalucía, la cuarta y quinta en Cádiz (C.C. San Fernando y C.C. Sanlúcar de Barrameda), la sexta en San Javier (C.C. Dos Mares Shopping), y tercera en Murcia, la séptima en Valladolid (C.C. Vallsur), y segunda en la provincia, la octava en Sabadell y la duodécima en la provincia de Barcelona.